# Claudia Wenger
Claudia Wenger (Steyr, 6 maggio 2001) è una calciatrice austriaca, centrocampista del Bayer Leverkusen e della nazionale austriaca.

## Carriera

### Club
Wenger ha iniziato la sua carriera sportiva nel 2008, all'età di 7 anni, tesserandosi con l'USV St. Ulrich, club con sede a Sankt Ulrich bei Steyr, facendo tutta la trafila delle giovanili fino a giungere alla prima squadra nella stagione 2015-2016 che disputa la Frauenklasse OÖ, secondo livello del campionato regionale dell'Alta Austria.
Dal 2016 ha giocato per l'Union Kleinmünchen di Linz in ÖFB Frauen Bundesliga, massimo livello del campionato nazionale di categoria, rimanendovi per due stagioni e mezza, cogliendo due quinti posti in campionato prima di trasferirsi alle pluricampionesse d'Austria del Neulengbach e terminando la stagione 2018-2019 in tenuta bianconera al quarto posto in Bundesliga. Qui indossa anche la maglia della seconda squadra, con la quale disputa e vince la Niederösterreich Frauen Landesliga laureandosi campionessa della Bassa Austria.
Dopo un breve ritorno al St. Ulrich, dall'inizio 2021 si trasferisce al St. Pölten frequentando nel contempo la Frauen-Akademie dell'ÖFB.

### Nazionale
Wenger inizia a essere convocata dalla Federcalcio austriaca (ÖFB) dal 2016, inizialmente nelle giovanili, dalla formazione Under-16, dove in due anni disputa le edizioni del UEFA Development Tournament 2016 e 2017 marcando complessivamente, amichevoli comprese, 6 presenze siglando la sua prima rete con la maglia della sua nazionale.
Sempre all'inizio del 2016 viene chiamata dall'allora tecnico federale Dominik Thalhammer nella under 17, dove debutta il 26 febbraio nell'amichevole pareggiata per 2-2 con le pari età della Finlandia, per poi essere impiegata, oltre ad altre amichevoli, in occasione delle qualificazioni all'Europeo di Repubblica Ceca 2017. Il tecnico federale Markus Hackl la impiega in tutti i sei incontri del torneo UEFA, con l'Austria che prima supera il primo turno da imbattuta ma nella fase élite subisce la superiorità delle avversarie perdendo tutti i tre incontri e fallendo l'accesso alla fase finale. Rimasta in rosa anche per la successiva qualificazione all'Europeo di Lituania 2018, la centrocampista disputa i tre incontri della prima fase, dove segna una rete nella vittoria per 13-0 sulla Georgia, aiutando l'Austria a chiudere da imbattuta il gruppo 10, e dopo aver giocato altre due amichevoli anche le tre della fase élite dove però, ancora una volta, la sua squadra non riesce a essere competitiva perdendo tutti i tre incontri e fallendo nuovamente l'accesso alla fase finale. Con la partita del 25 marzo 2018 persa 2-1 con l'Polonia si conclude la sua parentesi in U-17, con un tabellino di 2 reti siglate su 23 partite.
Chiamata con l'under 19 in occasione della doppia amichevole dell'8 e 10 giugno 2018 con le pari età della Rep. Ceca, debutta nel primo dei due incontri vinti rispettivamente 2-1 e 6-0, per poi essere convocata dal tecnico Michael Steiner per la prima fase di qualificazione all'Europeo di Scozia 2019. Gioca tutti i sei incontri delle due fasi, festeggiando con le compagne il passaggio del turno da imbattuta nel gruppo 7 della prima fase, tuttavia nella fase successiva la sua nazionale con una vittoria, un pareggio e una sconfitta conclude il girone al terzo posto fallendo l'accesso alla fase finale. Chiude infine la sua attività in U-19 il 10 marzo 2020, con l'amichevole persa 1-0 con il Portogallo, portando a 18 le presenze con questa nazionale.
Entrata nel giro della nazionale maggiore, chiamata da Dominik Thalhammer, divenuto nel frattempo suo commissario tecnico, fin dal 2020, viene più volte convocata agli stage dell'Austria senza però mai essere inserita in rosa fino all'ottobre 2022 quando la ct Irene Fuhrmann la chiama per le amichevoli con Italia e Slovacchia in programma l'11 e il 15 novembre 2022.

## Palmarès

### Club
- Campionato austriaco: 1

St. Pölten: 2021-2022
- Coppa d'Austria: 1

St. Pölten: 2021-2022